# Filmografia di Léonce Perret

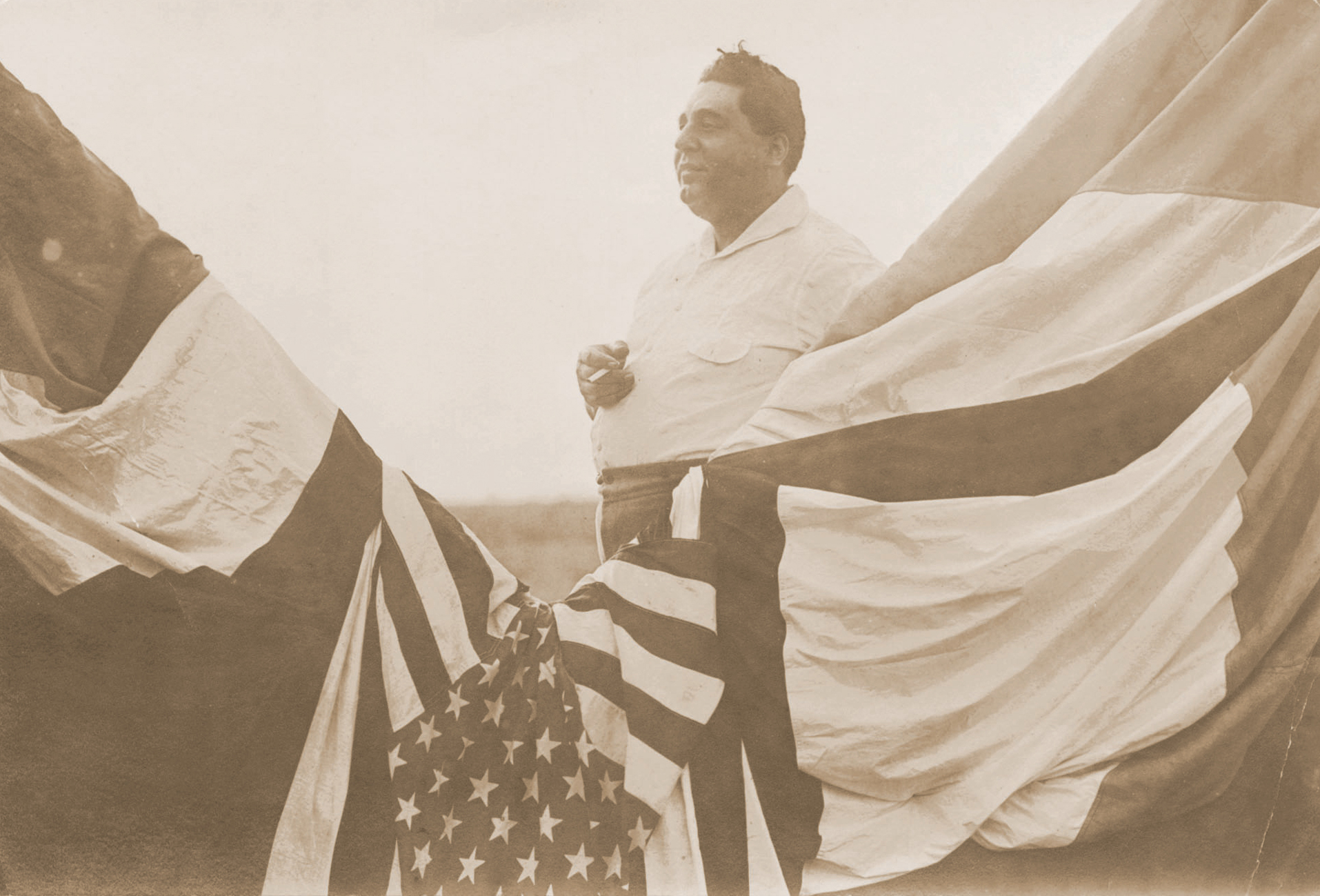
Léonce Perret negli Stati Uniti (1918)

Di seguito sono elencati i film diretti, sceneggiati e prodotti da Léonce Perret.  Secondo l'Internet Movie Database, Perret diresse 274 film tra il  1909 e il 1935, ne interpretò 110, scrisse 34 tra soggetti e sceneggiature e ne produsse 7.
1909 - 1910 - 1911 - 1912 - 1913 - 1914 - 1915 - 1916 - 1917 - 1918 - 1919 - 1920 - 
1921/1927 - 1928 - 1929/1935

## Regista

### 1909
- Monsieur Prud'homme fait faire sa statue (1909)
- Molière
- Le Truc de l'antiquaire (1909)
- Il ritratto di Mireille (Le Portrait de Mireille) (1909)
- Le Mystère du château des roches noires (1909)

### 1910
- Petite mère (1910)
- Mimosa (1910)
- Le Vertige (1910)
- Le Portrait ovale (1910)
- L'Emmurée des Balkans (1910)
- Le Lys d'or, co-regia di Louis Feuillade (1910)
- Le Jeu des amoureux (1910)
- Le Gardian de Camargue (1910)
- Il delitto del nonno (Le Crime du grand-père), regia di Léonce Perret e Jacques Roullet (1910)
- Le Cheveu blanc (1910)
- Le Bon Samaritain (1910)
- La Visite du pasteur (1910)
- La Tournée des grands ducs (1910)
- La Sacrifiée (1910)
- L'Ambition d'Agénor le Chauve (1910)
- La Garde-Barrière (1910)
- La figlia di Jefte (La Fille de Jephté) (1910)
- Jeunesse, co-regia di Louis Feuillade (1910)
- Bonne année, co-regia Louis Feuillade (1910)
- Le Bon Juge (1910)
- L'Échafaudage (1910)
- La Lettre au petit Jésus (1910)
- Lorsque l'enfant paraît
- Les Lacs italiens (1910)
- Le Sacrifice d'Yvonne (1910)
- Le Rendez-vous (1910)
- Le Baiser du pâtre (1910)
- L'Amour guette (1910)
- L'Escapade de Bob (1910)
- Les Deux Hommes (1910)
- Les Deux Douleurs (1910)
- Les Martigues (1910)
- Le Cousin de Cendrillon (1910)
- L'Absente (1910)
- Jour d'échéance (1910)
- Le Coeur n'a pas d'âge
- Le Soupçon
- Le Noël de grand-mère (1910)
- Le Bon Exemple
- L'Alibi
- Monsieur Prud'homme s'émancipe (1910)
- Ménages parisiens (1910)
- Mam'zelle Figaro (1910)
- Les Lettres (1910)

### 1911
- Les Béquilles
- Le Rival de Chérubin
- Le Moïse du moulin
- Le Haleur
- L'Attentat (1911)
- La Cure de solitude
- Gisèle, enfant terrible
- Scéance de spiritisme
- Monsieur Prud'homme joue la comédie
- La Paix du foyer
- Dans la vie, co-regia Louis Feuillade
- Titine et Totor (1911)
- Eugène amoureux (1911)
- Le Lys brisé
- Voyage en Saxe
- Papa printemps
- Les Deux Huissiers
- Le Galant Commissaire
- L'Amour et l'Argent
- Gisèle part en pension
- Ces bons cousins
- Le Galant Notaire
- Mariage par le cinématographe
- L'Automne du coeur
- L'Étendard
- L'Oiseau blessé, co-regia
- Le Bon Jardinier
- Amour et science
- Comment on les garde
- On ne joue pas avec le coeur
- La Pensée de l'enfant
- Comment on les prend
- La Paix du vieil ermite
- L'Âme du violon
- Le Trafiquant, co-regia di Louis Feuillade (1911)
- Cupidon aux manoeuvres
- Nuit tragique
- L'Innocent (1911)
- Le Feu à la mine
- La Rose bleue
- La Lettre de Zézette
- Tu t'en iras, jeunesse
- Le Premier Pas
- La Petite Béarnaise
- Bacchus et Cupidon
- Le Mariage de Zanetto
- Rives et cascatelles du Houyoux
- Les Bords de la Meuse
- Fidèle
- La Peau de l'ours
- L'Amour qui tue (1911)
- Le Mauvais Berger (1911)

### 1912
- Un nuage
- Une leçon d'amour
- Les Lys
- Les Chandeliers
- La Fille du margrave, co-regia di Louis Feuillade (1912)
- Plus fort que la haine
- Les Blouses blanches
- La Dette d'honneur
- Coeur d'enfant
- Le Chrysanthème rouge
- Un coq en pâte
- Le Mariage de minuit
- Le Béret
- Coeur de mère
- Nanine, femme d'artiste
- Le Mariage de Suzie (1912)
- La Petite Duchesse
- La Bonne Hôtesse (1912)
- Laquelle? (1912)
- La Lumière et l'amour (1912)
- La Conquête d'Aurélia
- Graziella la gitane
- Une perle
- Marget et Benedict
- La Vie à bord d'un cuirassé
- Manoeuvres d'escadre
- Main de fer
- Le Lien
- Le Tourment, co-regia Louis Feuillade (1912)
- Manoeuvres à bord d'un cuirassé
- La Rochelle
- Le Cœur et l'Argent, co-regia Louis Feuillade (1912)
- Main de fer contre la bande aux gants blancs
- L'Express matrimonial (1912)
- Le Mariage de Ketty (1912)
- L'Espalier de la marquise (1912)
- Léonce fait des gaffes (1912)
- Le Mystère des roches de Kador (1912)
- La Rançon du bonheur

### 1913
- Sur la voie
- Quatre me suffiront
- Par l'amour (1913)
- Les Bretelles
- Les Audaces de coeur, co-regia di Louis Feuillade (1913)
- Léonce voyage
- Léonce papillonne
- Léonce et la bouillotte
- Léonce en voyage de noces
- Le Champion du trombone
- L'Apollon des roches noires
- La Dentellière
- Léonce veut maigrir
- Léonce a des rhumatismes
- Les Épingles
- Le Collier de Nini Pinson
- Léonce flirte
- Main de fer et l'évasion du forçat de Croze
- Le Homard
- Léonce en ménage
- La Force de l'argent
- Au fond du gouffre
- Les Dents de fer
- Léonce pot-au-feu
- Léonce célibataire
- Léonce cinématographiste (1913)
- Léonce fait du reportage
- Léonce et Poupette
- Un coeur de poupée
- Léonce et Toto
- Léonce et sa tante
- Léonce veut divorcer
- Léonce aime les morilles
- Léonce et son conseil judiciaire
- L'Enfant de Paris
- Léonce à la campagne
- La Belle-mère de Léonce
- Léonce au château d'If
- L'Ange de la maison
- Les Fiancés de l'air
- Léonce et les Écrevisses

### 1914
- Mort au champ d'honneur
- Le Rachat du passé
- Léonce n'est pas frileux
- La Tourmente
- La Bretagne pittoresque
- Fauves et bandits
- Léonce aux bains de mer
- Le Roman d'un mousse
- Léonce a le mal de mer
- Léonce a le mal d'amour
- Léonce et les poissons rouges
- La Voix de la patrie
- Sur la côte d'argent
- Son excellence
- Léonce l'est-il?
- Léonce veut se suicider
- Léonce aime les petits pieds
- Les Roses de la vie

### 1915
- Une page de gloire
- Tante Lolotte
- Leur kultur
- Léonce et le bain du préfet
- Françaises, veillez!
- Aimer, pleurer, mourir (1915)
- Léonce jardinier
- L'Énigme de la Riviera (1915)
- Le Héros de l'Yser
- Léonce aime les Belges
- Léonce papa
- Léonce flûtiste
- France et Angleterre, for ever
- L'Heure du rêve
- L'Autre devoir

### 1916
- Qui? (1916)
- Le Retour du passé (1916)
- Léonce s'émancipe
- Léonce poète
- Léonce en vacances
- Je le suis
- Debout les morts!
- Les Poilus de la revanche
- Les Bobines d'or
- L'X noir
- Les Deux milles blondes du père Dubreuil
- Le Printemps du coeur
- L'Angelus de la victoire
- Les Armes de la femme
- Le Roi de la montagne (1916)
- Marraines de France
- La Fiancée du diable (1916)
- L'Empreinte du passé
- Les Mystères de l'ombre (1916)
- Dernier Amour (1916)
- Un mariage de raison, co-regia
- Notre pauvre coeur
- La Belle aux cheveux d'or (1916)

### 1917
- L'Imprévu (1917)
- L'Esclave de Phidias (1917)
- Le Devoir (1917)
- The Silent Master (1917)
- The Mad Lover (1917)

### 1918
- Lest We Forget o N'oublions jamais (1918)
- The Accidental Honeymoon
- The Million Dollar Dollies (1918)
- Lafayette, We Come (1918)

### 1919
- The Twin Pawns
- Unknown Love
- The Thirteenth Chair (1919)
- The ABC of Love (1919)

### 1920
- Tarnished Reputations, co-regia di Herbert Blaché e Alice Guy (1920)
- A Modern Salome (1920)
- Lifting Shadows (1920)
- The Empire of Diamonds (1920)

### 1921/1927
- The Money Maniac (1921)
- L'Écuyère (1922)
- Koenigsmark (1923)
- Madame Sans-Gêne (1924)
- La Femme nue (1926)
- Printemps d'amour (1927)

### 1928
- Love's Springtime (1928)
- Morgane la sirène (1928)
- La Danseuse Orchidée (1928)

### 1929/1935
- La Possession (1929)
- Arthur (1931)
- Après l'amour (1931)
- Grains de beauté, co-regia di Pierre Caron (1932)
- Enlevez-moi (1932)
- Il était une fois (1933)
- Les Précieuses ridicules (1934)
- Sapho (1934)
- Un soir à la Comédie Française (1934)
- Les Deux Couverts (1935)

## Attore
- Judith et Holopherne, regia di Louis Feuillade (1909)
- Lysistrata ou La Grève des baisers, regia di Louis Feuillade (1910)
- Le Vertige, regia di Léonce Perret (1910)
- Le Pater, regia di Louis Feuillade (1910)
- Le Festin de Balthazar, regia di Louis Feuillade (1910)
- La Vie de Pouchkine, regia di Louis Feuillade (1910)
- La Légende de Daphné, regia di Louis Feuillade (1910)
- Esther, regia di Louis Feuillade (1910)
- Robert le Diable, regia di Étienne Arnaud (1910)
- Le Tyran de Syracuse, regia di Louis Feuillade (1911)
- André Chénier, regia di Étienne Arnaud e Louis Feuillade (1911)
- Dans la vie, regia di Léonce Perret e Louis Feuillade  (1911)
- Le Fils de la Sunamite, regia di Louis Feuillade (1911)
- Léonce fait des gaffes, regia di Léonce Perret  (1912)
- C'est pour les orphelins, regia di Louis Feuillade (1916)

## Produttore
- Lafayette, We Come
- The Twin Pawns
- Unknown Love
- The ABC of Love, regia di Léonce Perret (1919)
- The Empire of Diamonds, regia di Léonce Perret (1920)
- The Money Maniac, regia di Léonce Perret (1921)
- Morgane la sirène, regia di Léonce Perret (1928)

## Sceneggiatore
- The Mad Lover, regia di Léonce Perret (1917)
- The Empire of Diamonds, regia di Léonce Perret (1920)